# Groppino
Il Groppino è un ultraleggero costruito dalla Ing. Nando Groppo, un'azienda italiana con sede a Mezzana Bigli (Pavia).

## Tecnica
Il velivolo ha una struttura "tubi-e-tela" ad ala alta, il che lo rende estremamente leggero e al contempo molto resistente. È equipaggiato con un motore collegato ad un'elica bipala spingente, posizionato fra le due semiali, dietro il posto di pilotaggio.
La cellula è realizzata in acciaio 4130 mentre la rimanente struttura è in lega di alluminio 6061.

Dalla cellula si diparte una struttura reticolare costituita da 6 tubi che va a sostenere i piani di coda.
Ogni semiala è costituita da due longheroni e la forma dell'ala è definita da stecche sagomate, inserite in apposite "tasche" del rivestimento delle ali, realizzato in tessuto di Dacron.
Sono previsti due posti di pilotaggio affiancati ed è normalmente presente una semplicissima carenatura, realizzata in foglio di plastica, con una "vetrata" che consente una notevole visibilità.

Il carrello è triciclo, con il ruotino anteriore e freni a disco indipendenti sulle due ruote posteriori.

## Versioni
Viene realizzato nelle versioni terrestre, anfibio, idro e con gli sci.